# Sébastien Corchia
Sébastien Corchia (ur. 1 listopada 1990 w Noisy-le-Sec) – francuski piłkarz występujący na pozycji obrońca w klubie FC Nantes.

## Kariera klubowa
W wieku 16 lat trafił do szkółki Le Mans FC. W 2008 trafił do pierwszego zespołu tego klubu.
W Ligue 1 zadebiutował 2008 przeciwko drużynie OGC Nice.
W 2011 roku podpisał 4–letni kontrakt z pierwszoligowym FC Sochaux-Montbéliard.
| Sezon   | Klub         | Kraj       | Rozgrywki        | Mecze | Bramki | Rozgrywki Europy | Mecze | Bramki |
| ------- | ------------ | ---------- | ---------------- | ----- | ------ | ---------------- | ----- | ------ |
| 2008/09 | Le Mans FC   | Francja    | Ligue 1          | 9     | 0      | -                | -     | -      |
| 2009/10 | Le Mans FC   | Francja    | Ligue 1          | 35    | 2      | -                | -     | -      |
| 2010/11 | Le Mans FC   | Francja    | Ligue 2          | 36    | 1      | -                | -     | -      |
| 2011/12 | FC Sochaux   | Francja    | Ligue 1          | 31    | 0      | Liga Europy UEFA | 2     | 0      |
| 2012/13 | FC Sochaux   | Francja    | Ligue 1          | 34    | 1      | -                | -     | -      |
| 2013/14 | FC Sochaux   | Francja    | Ligue 1          | 33    | 3      | -                | -     | -      |
| 2014/15 | FC Sochaux   | Francja    | Ligue 1          | 31    | 1      | Liga Europy UEFA | 6     | 1      |
| 2015/16 | FC Sochaux   | Francja    | Ligue 1          | 33    | 2      | -                | -     | -      |
| 2016/17 | FC Sochaux   | Francja    | Ligue 1          | 38    | 1      | -                | -     | -      |
| 2017/18 | Sevilla FC   | Hiszpania  | Primera División | 12    | 0      | Liga Europy UEFA | 3     | 0      |
| 2018/19 | SL Benfica   | Portugalia | Primeira Liga    | 2     | 0      | Liga Europy UEFA | 3     | 0      |
| 2019/20 | RCD Espanyol | Hiszpania  | Primera División | 2     | 0      | Liga Europy UEFA | 4     | 0      |
| 2020/21 | FC Nantes    | Francja    | Ligue 1          | 25    | 0      | -                | -     | -      |

Stan na: koniec sezonu 2020/2021